# 斯科薩 (內華達州)
斯科薩（英語：Scossa）是位於美國內華達州潘興縣的鬼鎮。

## 地理
斯科薩所處的海拔為高於海平面1612米（即5289英呎），而該地所採用的時區為UTC-8，即太平洋时区（PST）。同時該地設有夏令時間，為UTC-8調快一小時，即UTC-7（PDT）。